# Pédologie (psychologie)
Cet article concerne l'étude psychophysiologique des enfants. Pour la science des sols, voir Pédologie (géoscience).
La pédologie ou paidologie (du grec ancien παισ,  παίδων / pais, paidon, enfant) est l’étude physiologique et psychologique de l’enfant.

## Histoire
Dès 1847, Goltz, dans son « Buch der Kindheit » réclamait l'institution d'une véritable science de l'éducation, et de tous temps les esprits éclairés ont compris l'importance de la question et tenté, ne fût-ce qu'en posant des problèmes, d'en préparer la solution. En France, l'idée semblait assoupie lorsque le mouvement resurgit. La pédagogie apparaît subitement partout, dans les programmes, dans les examens. Elle est enseignée à la Sorbonne. Il faut même une pédagogie de la couture et on a dû sans doute publier une pédagogie culinaire.
Sous l'influence des travaux accomplis en Allemagne et surtout en Amérique, où des penseurs dégagés de tout lien traditionnel et munis des instruments pouvaient immédiatement appliquer à la même idée de l'éducation les méthodes expérimentales, on commence à pressentir la différenciation qui va. En Allemagne et en Italie, dans les laboratoires de psychologie ou dans les séminaires pédagogiques, les problèmes sont posés dans le même esprit et, dès 1892, le mouvement était assez accentué en France pour pouvoir être nettement décrit : l'idée de la science nouvelle se précisait de mieux en mieux.

### Reconnaissance officielle
Les sciences de l’Education ont une reconnaissance officielle avec les discussions ouvertes au troisième Congrès international de l'Enseignement supérieur en 1900, l'enquête parlementaire suivie de rapports spéciaux et d'un rapport général publié par M. A. Ribot, les encouragements accordés à deux nouveaux laboratoires, la mission Chabot, la participation officielle de la haute administration universitaire au récent congrès d'hygiène scolaire, enfin l'allocution prononcée par M. Liard à la quatrième assemblée générale de la Société libre pour l'étude psychologique de l'enfant.
La création de l'École normale pour former des professeurs d'enseignement secondaire induit l'institution de conférences consacrées à la pédologie et à la déontologie professionnelle.
La Faculté de Lyon introduit la pédologie dans le programme d'un certificat d'études supérieures, consécration officielle de cette nouvelle science.

### Les divisions de la pédologie en 1900
La pédologie a fixé ses cadres : il y a une pédologie normale et une pédologie pathologique. La première comprend d'abord la pédologie rétrospective, qui ne se confond pas avec l'histoire de la pédagogie, la pédologie anthropologique et la pédologie introspective, indirecte et directe.
Les recherches sont alors subdivisées en sept sections : de la vie intra-utérine, le nouveau-né (0 à 2 mois), le nourrisson (deux sections, 2 à 12 mois, 1 an à 2 ans), le petit enfant (2 à 5 ans), l'enfant (5 à 7 ans), l'écolier (7 à 16 ans avec deux sections, la période anté, et la période post-pubère), l'adolescent. Pour connaître les trois premières il faut recourir à l'observation indirecte par voies de questionnaires ou d'enquêtes près des parents, médecins, etc.
L'introspection subjective est laissée au psychologue, la pédologie recourt à l'enquête orales. L'enfant est incapable de s'observer lui-même, et cependant c'est par lui et de lui seul que vous apprendrez à le connaître. L'enquête orale, avec ses auxiliaires, l'observation de la mimique, de l'écriture, du dessin, des imitations, des jeux, des rêves, des infractions à la règle, etc., reste le procédé essentiel d'investigation. Le domaine de l'introspection directe restera toutefois très limité : le sujet, même adolescent, ne s'observera pas spontanément, et le pédologue, s'il tente de reconstituer ses propres souvenirs d'enfance, sera le plus souvent victime de son imagination.